# 学区
学区（がっく）とは、日本において小・中学校または高等学校の通学区域、あるいは教育行政機関の所管区域である「教育行政区域」（当該主体による学校の設置区域）などの地理的範囲を指すほか、かつて都市部に存在した、独自の教育行政区域をもつ、地方自治体以外の公教育学校の設置主体も指す用語である。今日の日本においては、一般的にはもっぱら通学区域（ある学校に通学する児童・生徒の居住地を限定したときのその区域）を指す語として用いられる。
なお、全国的には、小中学校の通学区域を指しては、「通学区域」そのものや「通学区」のほか、東日本を中心として「学区」、西日本を中心として校区（こうく）、北海道の一部と北陸地方では、校下（こうか）（主に高齢者の一部の方が使われている）との呼び方もある。名古屋市内では連区とも言われている。
ただし公立高等学校で通学（受験）可能な学校をいくつかのエリアに分けた通学区域を設定する場合に、小中学校の通学区域の呼び名とは別にこれを「学区」と呼ぶ例も見られる（例:大阪府、福岡県など）。また、京都府の公立高等学校については通学圏（つうがくけん）という。

## 経緯
現在の日本においては、学区は一部の地域において、通学区域を指す言葉として用いられているが、かつては学校の設置主体（および設置区域）も指していた。

### 学制の学区
1872年（明治5年）に発布された学制では、全国を大学区、中学区、小学区に分け、大学区を8つ、各大学区には32の中学区を、各中学区には210の小学区を設け、それぞれに大学、中学、小学を配置する、という構想が含まれていた。中学区や小学区については学校の通学区域であり、また旧弊の地域統治機構とは別に学校の設置主体が置かれる単位としても期待されていた。
この学制などを契機として、明治初年から全国で公立小学校（学区制小学校）が設置される際、都市部においてはその都市域を区分した範囲を地域的まとまりとして小学校が設置された。
しかし、学校設置主体としての学区は、1879年（明治12年）公布の第一次教育令により廃止され、従前の村落共同体のまとまりを踏襲した郡区町村編制法に定める町村が学校の設置主体とされた。ただし、明治の大合併以前である当時の町村の規模（現在の大字に相当）は小さく、実際にはいくつかの町村の連合により学校が設置された。
その後、市制町村制の施行により、市町村を単位とする一般行政制度が確立され、この一般行政の単位である市町村が教育行政単位となるにあたり、全国的に見れば教育行政区域（学校の設置区域）としての固有の意味をもつ学区はなくなった。

### 都市部の学区
しかし、大都市には例外的に一般行政の単位としての市町村とは別の教育実施主体が存続することになった。市制の施行後の1890年（明治23年）の「地方学事通則」には、例外的に市町村の一部を教育行政区域とする主体による学校運営が規定されている。この規定にもとづき、通常市町村に置かれた学務委員は、学区に置かれた。
また、この規定に基づき設置される「学区」の法的根拠として、学区会条例（区会条例）を定める例もみられた。
この学区であるが、学制による学校設置時に受益者負担の考え方から拠出を求め、それにより学区が学校施設などの財産を有しており、概ねそれまでの教育行政区域（通学区域）・学校設置主体を踏襲したものとなっている。
たとえば現在の京都市中心部では、1869年（明治2年）に町の連合により編成された「番組」が小学校の設置単位となり、単位の名称が「番組」→「区」→「組」と変更となるもののその枠組は、当初のものからほとんど変わらなかった。なお、市制施行後の1892年（明治25年）には、この単位が「組」から「学区」という名称になっている。
このように一部の都市部においては、学区としてのまとまりが維持され、市制により行政機能が地方自治体に担われるにあたっても、学校を保有し、その設置と運営を行う主体（法人）が、市域の中の小さな区画を所管する「学区」として、地方自治体（市）とは別に存続することになった。
また、学区は地域行政の施政上の単位にもなった。京都市では、市制の施行により小学校に置かれていた戸長役場は廃止され、行政の機能は区役所に集約されたが、ほどなく「公同組合」が住民自治の最小単位である町ごとに置かれることになると、学区を単位として各公同組合の代表者である公同組長により構成される「連合公同組合」が置かれ、市行政への協力単位にもなった。

### 学区の廃止
このように大都市では都市住民の経済的基盤に基づいた教育が行われていったが、都市が周辺部を編入し、編入部に新たな学区を設置することになるに至り、その格差が問題となった。
このため、学区制度廃止の動きが起こり、名古屋市以外の六大都市では学区による小学校運営が行われていたが、横浜市では1908年（明治41年）に、神戸市では1919年（大正8年）に、大阪市では、1926年（大正15年）に市会での廃止が決議され、1927年（昭和2年）に学区は廃止された。東京市では1941年（昭和16年）に廃止された。
この設置主体としての学区が最後まで存続したのが京都市である。京都市でも同様に、周辺町村の合併時に地域差が問題となったが、学区という単位が公同組合など地域活動の単位となっていることもあり、市は教員給与を市から統一して支弁することや、学区への補助金制度などによって地域格差を是正しつつ学区を廃止せず残置し、国民学校令による国民学校設置により1942年（昭和17年）に廃止された。

### 教育行政区域としての学区
さて、学区のもう一つの意味として学校の設置主体に係る所管区域（教育行政区）が挙げられるが、戦前の京都市の学区においては、その区域内に複数の学校を有するものがあった。この学区の区域としての学区は通学区域ではなく、学校の設置主体としての学区の所管区域、すなわち「教育行政区」であったといえる。

## 通学区域
今日の日本においては、公立学校は地方公共団体により設立されるが、一般に、日本の公立学校は、設立する地方公共団体（都道府県、市区町村）に居住する住民を対象とするため、その住民以外はその学校に入学、通学することができないことが多い。また、その地方公共団体の施政区域をさらに細分して、通学できる学校を区域毎に指定する場合がある。それらの区域の一つ一つが学区（通学区域）である。

### 公立小・中学校
日本の公立小学校、公立中学校の多くは市町村立（「区立」は「区」が基礎自治体である東京都区部のみ）である。それぞれの市区町村に複数の学校があるときには、学校教育法施行令第5条第2項の規定により、市区町村の教育委員会が保護者に対し入学すべき学校を指定するが、一般的には学校ごとに学区の範囲（通学区域）を定め、住所地により就学すべき学校を指定している。
学校教育法施行令第8条において指定学校の変更が、第9条において区域外就学（他市区町村立、国立、私立、都道府県立、株式会社立の学校への入学）が認められている。また1990年代後半以降、公立学校選択制を導入し、保護者の希望により学区外の学校を選択し入学可能とする市区町村が多くなっている。

### 公立高等学校
日本の公立高等学校は、都道府県立あるいは市町村立である。2001年までは都道府県の中に学区を設置しなければならないという法律上の定めがあり、主に全日制普通科で学区が設定されていた。なお、全日制の専門学科や定時制、通信制では都道府県域全体を学区（通学区域）としているところが多く、公立の定時制高校は有職者について就業する事業所が所在する地域の学校への志願を認めるところもある。
都道府県の中に学区を設定する場合には、一つの学区の中に複数の高等学校を設置することがある。住民は、その中から任意の学校を選び、入学試験を経て、入学することとなる。このような学区制度は伝統校や進学校や部活強豪校など特定の学校や、都心部の学校への受験生の集中を避けること、過度の受験競争を緩和すること、地域の高等学校、新設の高等学校を育てることに役立っていた。しかし、少子化を迎えた今それらの役割は達成された。前記のように学区の設置義務を定めた法律も削除され、学生間の受験機会の不平等を招来するとして、全日制普通科においても高等学校の通学区域を専門学科などと同様に都県全域とし、学区を事実上撤廃するところが出てきている。

### その他
日本の公立特別支援学校は都道府県立が多い。一般に、障害の区別ごとに、学校ごとの学区を設けるのが普通である。従って、公立小中学校同様、住居に応じて入学・通学する学校は1校に限定されるのが普通である。
転居のため、それまで通学していた学校の学区の外に出る場合、地域によっては転学を生徒に指導する場合もある。

## 越境入学

### 小中学校
特に小中学校において、通学に係る地理的支障や、児童・生徒の家庭の事情などにより住所地とは異なる学区（通学区域）にある学校へ入学する場合がある。このような入学を、越境入学と呼ぶ。また、小中学校が廃校になったことで、転校という形でやむを得ず越境入学をする場合もある。

#### 具体例
大分県日田市前津江柚木の柚木小学校では2009年度で6年生2人が卒業し、2010年度以降は1人しか児童が残らないことが確定していた。柚木小学校の校区である柚木地区北部の柚木本村・千蔵木の2集落では、既に6歳未満の人口が0で、以後児童数が増える見込みが無かったため、日田市は2009年度限りで柚木小学校を廃校にする決定を下した。
この際に、市は柚木小学校に在校していた児童を、同じ前津江村内の小学校（出野小・大野小）ではなく、県境を超えた福岡県うきは市浮羽町の姫治小学校に転校させる措置を取った。これは、柚木小校区の2集落と他校区の集落の間は10キロ以上の距離がある上、途中に民家がないこともあって安全な通学手段が確保出来ず、柚木地区北部からバス路線がのびているうきは市内の方が通学に適していると判断されたからである。

### 高等学校
高等学校については、学区内の学校よりも学区外の学校への通学の方が交通面で安全な場合、そういった学区にある学校への入学も認める場合がある。

#### 隣接県特例
県境地域での受験校選択の格差緩和や県境を越えた近隣校への自宅通学を促進するため、隣接する県の教育委員会が公立高校に関する協定を結び、隣接する県からの受験生を受け入れる隣接県特例がある。なお、教育委員会HPで非公開の事例も少なくない。
- 千葉県・茨城県（現在茨城県は全県1学区制となり、事実上の学区を撤廃）・埼玉県・群馬県・栃木県・福島県は、各県の教育委員会が協定を結び、制限つきながら、県境地域で特に事情が無くても隣接県の高校を受験できる。
- 宮城県教委は、福島県、岩手県の教育委員会と隣接県特例を締結している。
- 青森県・秋田県・岩手県の教育委員会は各県相互に隣接県特例を締結している。
- 岡山県教委は兵庫県教委と智頭急行智頭線沿線の 美作市の大原・東粟倉両地区と西粟倉村を対象に、2019年春入学生から通学にかかる時間や費用の軽減を目的に、県境を越えた兵庫県立佐用高校へ通学できる協定を結んだ[23][24]。なお、この協定では兵庫県佐用町などからの岡山県立高校への受験生受け入れは協定されていない[注釈 9]。また、鳥取県教委は岡山県教委や島根県教委と締結している県境の受験生受け入れの協定を公開している。

#### 県外枠の設置
岐阜県、群馬県、三重県、奈良県、山梨県、京都府で特色ある教育活動（学科や部活動）を行っている一部の公立高校のように、県外受験生を受け入れる特例を設けている県や、地域の住民を身元引受人とすることで道県外受験生を積極的に受け入れる山間部・離島地域の公立高校が2010年代以降増加している。

## 日本における学区の歴史
- 1872年（明治5年）に学制が定められ、全国を大学区、中学区、小学区に分け、それぞれの学区に大学校、中学校、小学校を設置することとした[9]。
- 1879年（明治12年）に学制が廃され、代わって教育令が公布された。教育令では学区制が廃され、町村ごとに、あるいは数町村連合して公立小学校を設置すべきものと定められた。また私立小学校があれば別に公立小学校を設置しなくてもよいものとした。 1880年（明治13年）に教育令が改正された後、文部省達「小学校設置ノ区域並ニ校数指示方心得」が出され、小学校設置の区域としての学区を新しく設けることとした[26]。
- 1900年（明治33年）施行の小学校令施行規則第82条において、市町村は区域に学校が2校以上ある場合、保護者に対して就学すべき学校を指定することとした。（ただし保護者は市町村に指定学校を変更の申立てをすることが出来る。）同様の規定は、国民学校令施行規則第69条[27]ならびに学校教育法施行令第6条および第8条に引き継がれている。
- 中学校（旧制）においては、1943年（昭和18年）12月から新たに学区制を採用し、一学区内に複数の学校がある場合は総合考査により入学者を決定することとなった[28]。